# Artur Pereira
Artur Pereira (ur. 12 września 1894 w São Paulo, zm. 3 sierpnia 1946 tamże) – brazylijski kompozytor.
W latach 1910–1913 oraz 1915–1923 pobierał nauki we Włoszech. Wykładał w konserwatorium w São Paulo. Tworzył muzykę orkiestrową, kameralną, fortepianową oraz wokalną (utwory chóralne; pieśni na głos z fortepianem; pieśni na głosy solowe, chór i orkiestrę). Dokonał opracowań brazylijskich pieśni ludowych. Jego opera Beatrice pozostała nieukończona.